# Goldener Fels

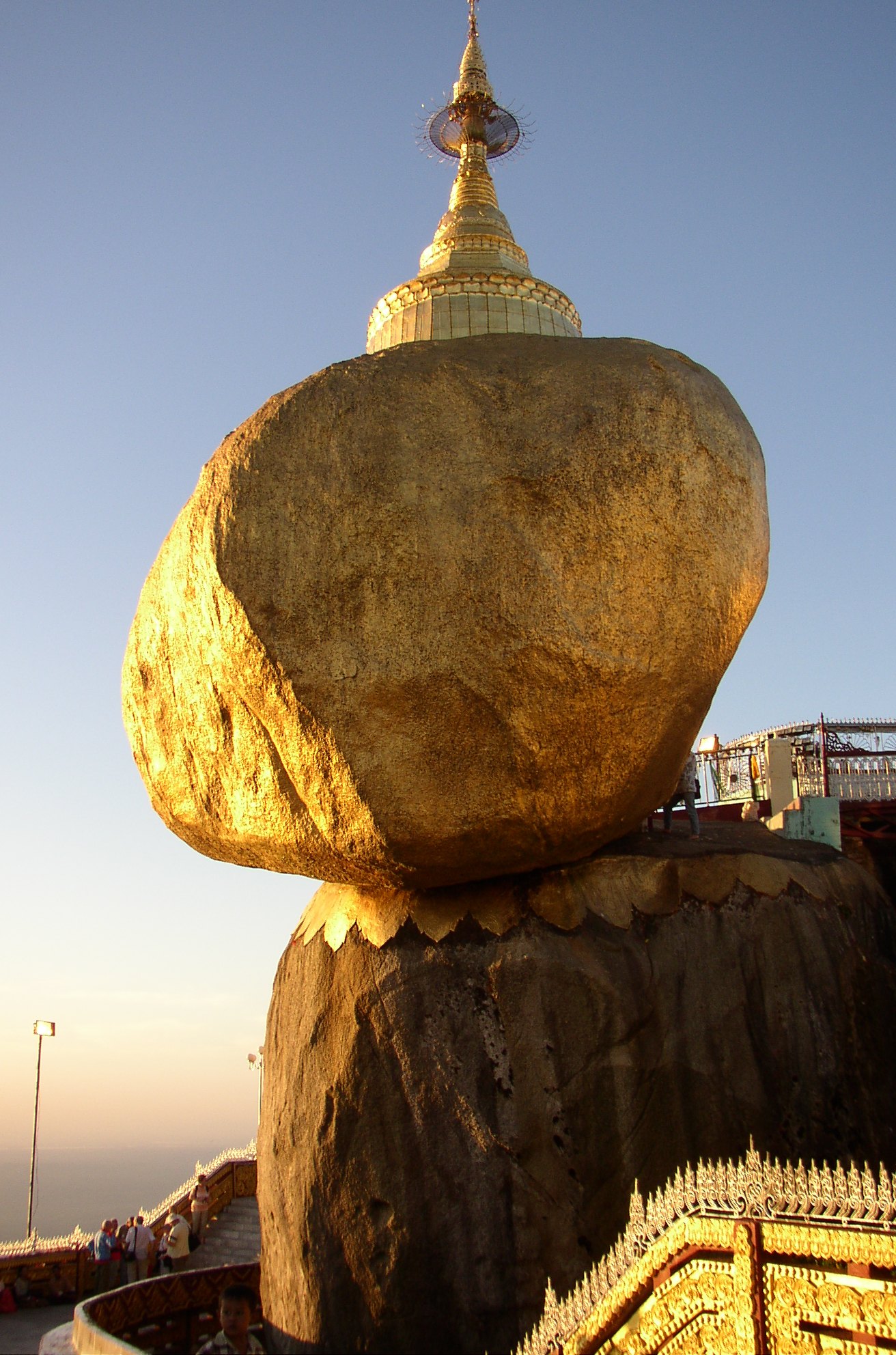
Kyaiktiyo-Pagode bei Sonnenuntergang

Der Goldene Fels (birmanisch Kyaiktiyo, MLCTS: kyuik hti: yu:, ကျိုက်ထီးရိုး ဘုရား, IPA: [tʃaiʔtʰíjóʊ]) ist eine der heiligsten buddhistischen Stätten in Myanmar.

## Etymologie
In der Sprache der Mon bedeutet das Wort kyaik (ကျာ်) Stupa, yo (ယဵု) bedeutet „auf dem Kopf eines Eremiten“. Das Wort ithi (ဣသိ in Mon (aus der Pali-Sprache, ရိသိ, risi)) bedeutet „Einsiedler“, „Eremit“. So heißt also Kyaik-htiyo etwa „der Stupa auf dem Kopf des Einsiedlers“.

## Lage

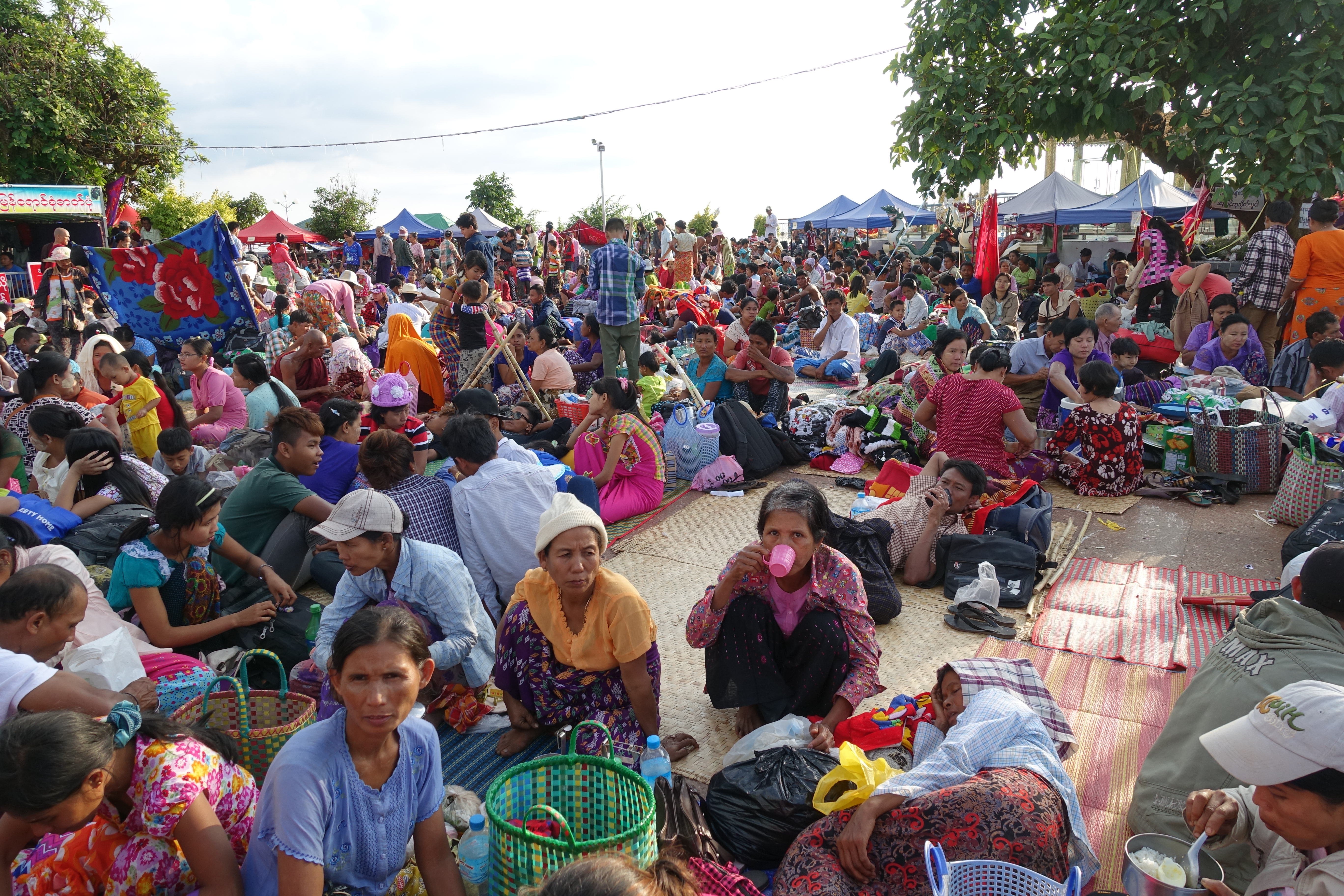
Pilger campieren auf einem Plateau unweit der Pagode

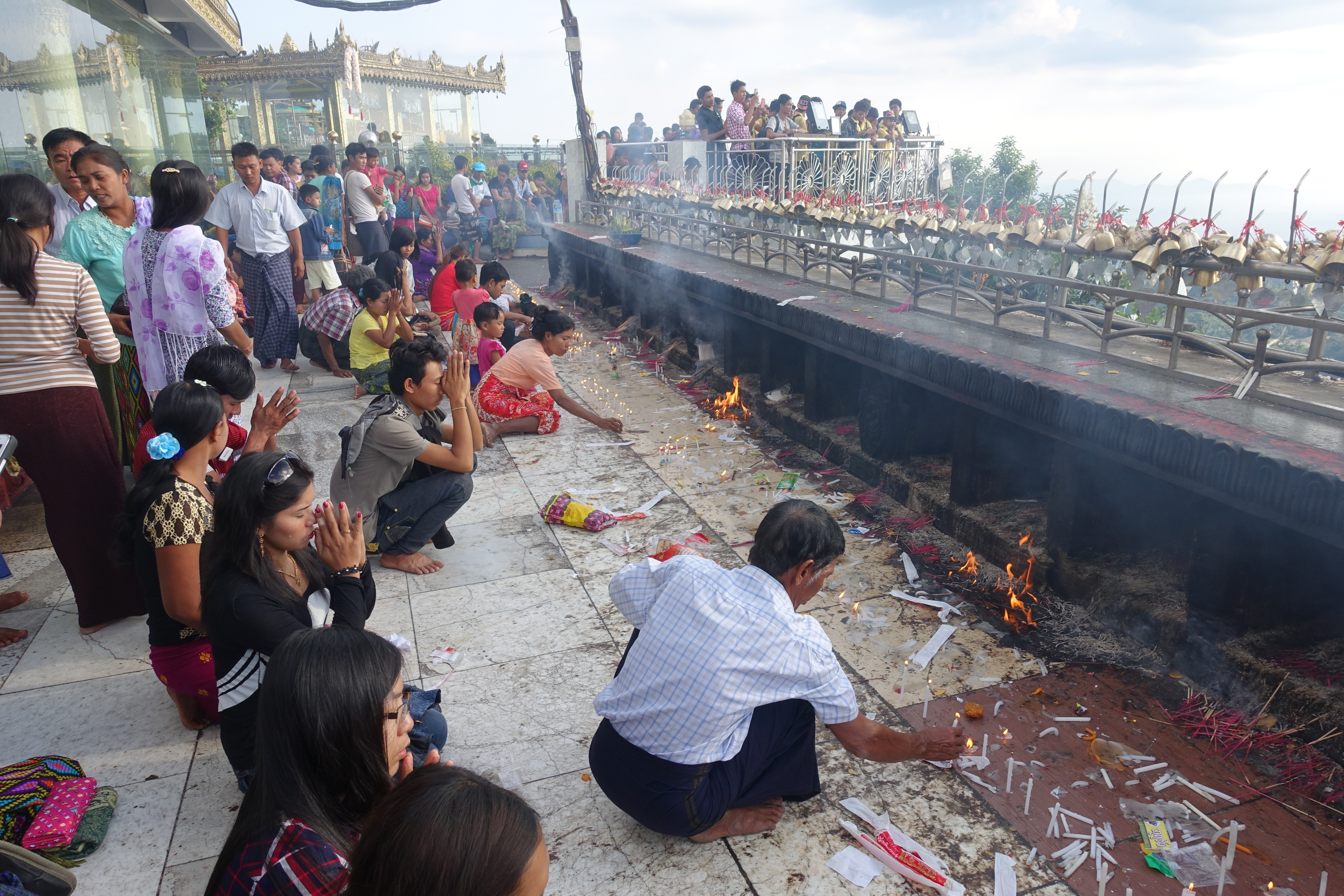
Betende Pilger gegenüber dem Felsen

Der Goldene Fels liegt auf einem Berg bei dem Städtchen Kyaikto  im Mon-Staat. Er gilt als Wallfahrtsort (Hauptzeit November bis März) für Buddhisten und auch als wichtiges Touristenziel.
Der Standort weist eine komplexe geologische Struktur auf. Die 1102 Meter hohe Kuppe, auf der der Goldene Fels liegt, besteht aus einem vulkanischen Härtling (Basalt), der mit Metamorphiten und älteren Gesteinen aus dem Karbon verschnitten ist. Die Grate sind abgeschliffen und deuten auf eine Überprägung seit dem Paläozoikum hin. Seit dieser Zeit schneidet sich auch der Sittoung-Fluss in das Gelände ein. Die Erhebungen liegen an der Grenze zu fruchtbarem Flachland, das durch die Sedimentation der Flüsse und die jährlichen Niederschläge in der Monsunzeit einen ausgesprochenen agrarischen Gunstraum darstellt. Die angrenzenden Hügel sind bewaldet und werden durch Wanderfeldbau genutzt. Durch Schwendbau ist kaum noch Primärwald vorhanden.

## Legende
Der Legende nach wird der Fels nur von zwei Haaren Buddhas im Gleichgewicht gehalten, sodass er nicht herunterfällt. Ein alter Eremit soll von Buddha selbst eine Haarreliquie geschenkt bekommen haben, die er immer in seinem Haarknoten aufbewahrte. Kurz vor seinem Tod wollte er für die Reliquie eine Pagode auf einem Felsblock bauen lassen, der exakt seinem eigenen Schädel gleiche. Mit Hilfe des Königs suchte er den Meeresgrund nach einem solchen Felsen ab. Als er ihn schließlich fand, brachte er ihn auf den Berg, wo er noch heute am Abgrund steht.

## Aussehen

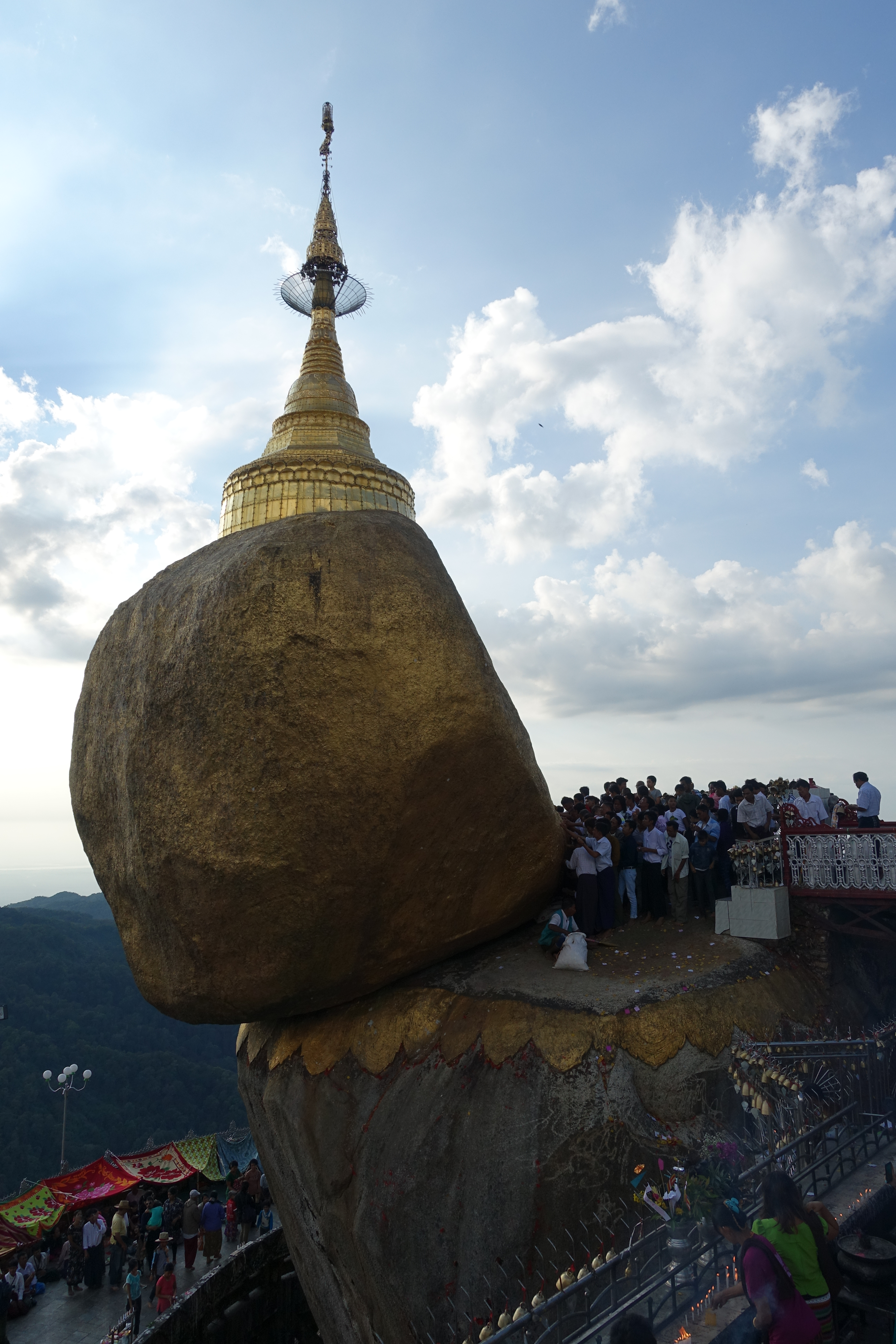
Männliche Pilger kleben Blattgold auf den Goldenen Felsen

Der Goldene Fels hat die grobe Form eines Menschenschädels, jedoch ohne genaue Details. Auf dem Felsen befindet sich ein Stupa, die 7,3 Meter hohe Kyaiktiyo-Pagode. Unter der Pagode soll sich das Haar befinden, das von einem Reliquienschrein geschützt ist. Der Fels hat eine Beschichtung aus Blattgold. Die Pilger bringen Blattgoldblättchen mit, die sie an den überaus heiligen Felsen kleben. Frauen dürfen das Heiligtum nicht berühren. Der Stupa ist von einem Hti gekrönt.

## Entstehung
Der 7,6 Meter hohe Goldene Fels besteht aus Granit. Seine Prägung geht auf eine unter tropischen Bedingungen ablaufende Form der chemischen Verwitterung zurück, die vor allem bei Graniten vorkommt und als Wollsackverwitterung bezeichnet wird. Hierbei greift die Verwitterung das Ausgangsgestein vor allem in den vorhandenen Klüften an, was zu einer Gliederung der verwitterten Gesteinsmasse in einzelne Blöcke führt.